# Saint-Julien-de-l'Escap
Saint-Julien-de-l'Escap is een gemeente in het Franse departement Charente-Maritime (regio Nouvelle-Aquitaine) en telt 868 inwoners (2005). De plaats maakt deel uit van het arrondissement Saint-Jean-d'Angély.

## Geografie
De oppervlakte van Saint-Julien-de-l'Escap bedraagt 8,6 km², de bevolkingsdichtheid is 100,9 inwoners per km².
De onderstaande kaart toont de ligging van Saint-Julien-de-l'Escap met de belangrijkste infrastructuur en aangrenzende gemeenten.

## Demografie
Onderstaande figuur toont het verloop van het inwonertal (bron: INSEE-tellingen).